# Symphytum euboicum
Symphytum euboicum är en strävbladig växtart som först beskrevs av Hans Runemark, och fick sitt nu gällande namn av Hans Runemark och Gerald Ernest Wickens. Symphytum euboicum ingår i släktet vallörter, och familjen strävbladiga växter. Inga underarter finns listade i Catalogue of Life.